# Akamon Entertainment
Akamon Entertainment è un produttore di videogiochi incentrato sui mercati latino-americani e sud-europei, fondata nel 2011 e con sede a Barcellona. L'azienda offre giochi da tavolo e giochi d'azzardo in modalità multigiocatore.

## Storia
Akamon è stata fondata nel luglio 2011 con il nome Mundijuegos.com, sito che espone i suoi giochi.
L'azienda iniziò ad espandersi in America Latina e nel sud d'Europa nel 2012. Nel gennaio 2012 Akamon è entrato nel mercato brasiliano creando la piattaforma in lingua brasiliana intitolata Ludijogos.com. Nel marzo 2012, la società ha iniziato a operare in Francia con la piattaforma in lingua francese Mundijeux.fr.
Nell'aprile 2012, Akamon ha annunciato un accordo con il portale argentino Taringa!.
Sin dalla sua fondazione, l'azienda ha continuato a crescere organicamente attraverso portali locali in Italia, Francia, Brasile, Messico, Colombia, Venezuela e Argentina, e attraverso accordi con partner internazionali.
La società è stata identificata nel mese di aprile 2014 come una delle 7 società di videogiochi più crescenti in Europa da The Next Web. Nel dicembre 2012, Akamon è stato classificato al settimo posto nell'elenco delle migliori Best Workplaces SMEs in Spagna.

## Giochi
- Chinchón
- Parchís
- Buraco
- Domino
- Pool
- Tarot
- Belote
- Tute
- Mus
- Brisca
- Roulette Empires
- Blackjack Cities
- Poker
- Bingo Rider